# Hopewell Culture National Historical Park
Le Hopewell Culture National Historical Park est une aire protégée américaine dans le comté de Ross, dans l'Ohio. Créé le 2 mars 1923, ce parc historique national protège des tumuli de la culture Hopewell répartis en six sites dont l'un est inscrit au Registre national des lieux historiques depuis le 15 octobre 1966 sous le nom de Mound City Group National Monument. Il est géré par le National Park Service.